# جو دوپلانتیه
جوزف دوپلانتیه (به فرانسوی: Joseph Duplantier) (زاده ۱۹ اکتبر ۱۹۷۶) یک موسیقیدان فرانسوی، گیتاریست و خواننده گروه گوژیرا می‌باشد. دوپلانتیه در گذشته نیز بیسیست گروه کاوالرا کانسپیریسی بوده است.

## موسیقی
جوزف دوپلانتیه از گروه‌هایی مانند مشوگا، متالیکا، سپولترا، اسلیر و موربید آنجل تاثیر پذیرفته است.
او همچنین از سال ۱۹۹۹ تا ۲۰۰۴ عضو گروهی به نام امپالوت (Empalot) بوده است.